# Love in a Mist (album)
Love in a Mist è un album in studio della cantante britannica Marianne Faithfull, pubblicato nel 1967.

## Tracce
1. Yesterday (John Lennon, Paul McCartney)
2. You Can't Go Where the Roses Go (Jackie DeShannon)
3. Our Love Has Gone (Chris Andrews)
4. Don't Make Promises (Tim Hardin)
5. In the Night Time (Donovan)
6. This Little Bird (John D. Loudermilk)
7. Ne Me Quitte Pas (Jacques Demy, Michel Legrand)
8. Counting (Bob Lind) (solo versione UK)
9. Reason to Believe (Tim Hardin)
10. Coquillages (Marcel Stellman)
11. With You in Mind (Jackie DeShannon)
12. Young Girl Blues (Donovan)
13. Good Guy (Donovan)
14. I Have a Love (Stephen Sondheim, Leonard Bernstein)